# TNTV
TNTV ist ein TV-Sender auf Tahiti in der Hauptstadt Papeete. Die Abkürzung bedeutet Tahiti Nui TV, er sendet sein Nachrichtenprogramm auf Französisch und auf Tahitianisch. Der Sender bietet alle möglichen Sendungen für Erwachsene, Ältere und Kinder.

## Bekannte Serien
- Eine himmlische Familie
- Pokemon
- Die Nanny

## Empfang

### Satellit
Der Sender ist auf 180.0° Ost beim Satelliten Intelsat 701 frei im ganzen Pazifikraum über DVB-S digital empfangbar.